# Josef Kuchynka (fotbalista)
Josef Kuchynka (4. srpna 1894 – 9. ledna 1979) byl český fotbalista, obránce a trenér, československý reprezentant. Jeho zetěm byl fotbalista Václav Kaiser.

## Sportovní kariéra

### Hráč
V československé reprezentaci odehrál roku 1924 jedno utkání (přátelský zápas s Jugoslávií). Dvakrát hrál za amatérskou reprezentaci. Hrál za pražský německý klub DFC Prag (1915–1935).

### Trenér
Jako trenér vedl SK Kladno, SK Židenice, Spartu Praha, Slovenu Žilina, SK Slezská Ostrava (Baník), Svit Gottwaldov, Spartak Praha Stalingrad (Bohemians) a dva polské kluby: Gwardii Krakov (Wisla) a Garbarnii Krakov. Dvakrát získal jako trenér titul mistra doma, se Spartou (1939, 1944) a dvakrát v Polsku s Gwardií Krakov (1949, 1950).